# Площадь Гвездослава (Братислава)

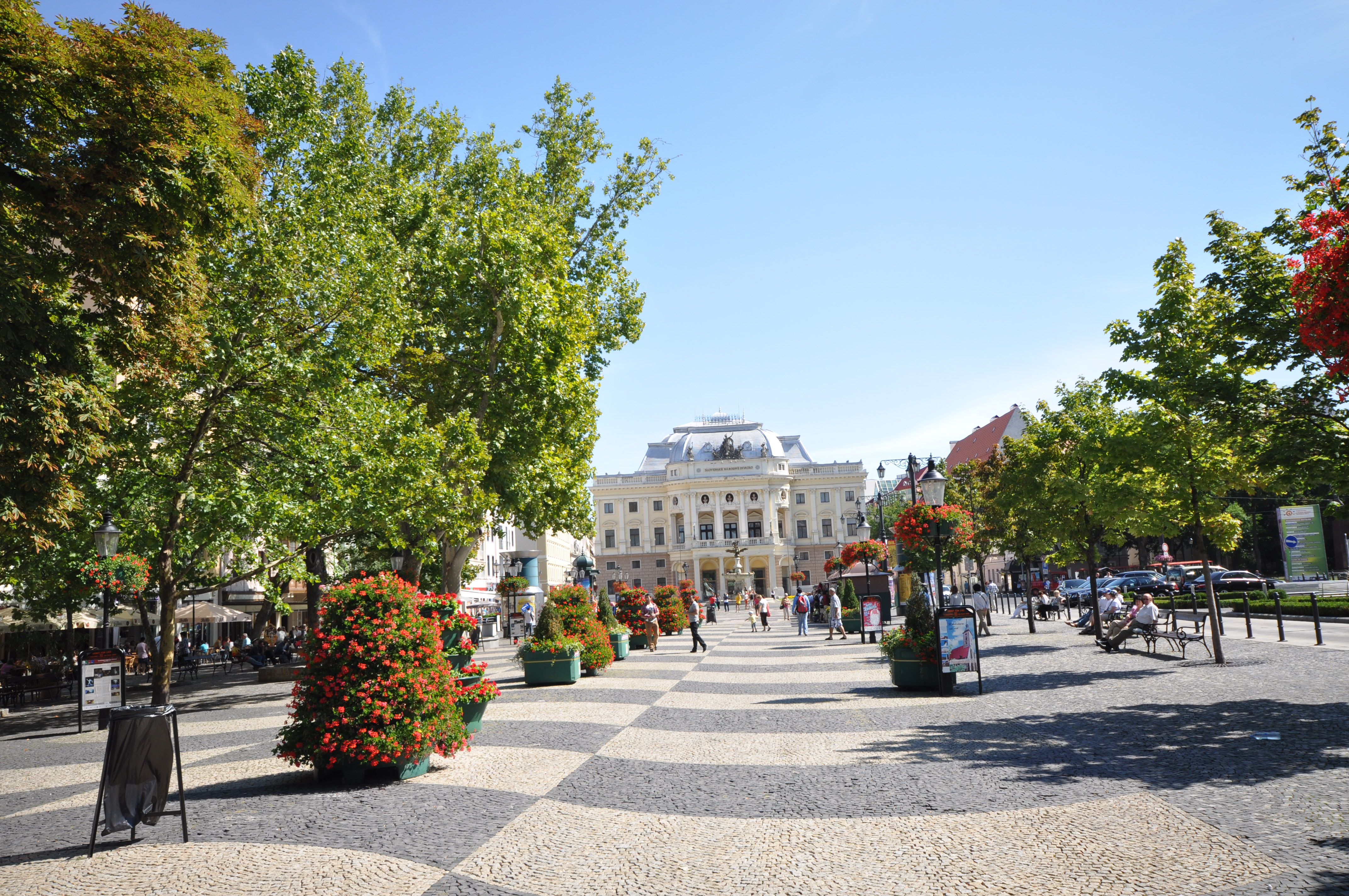

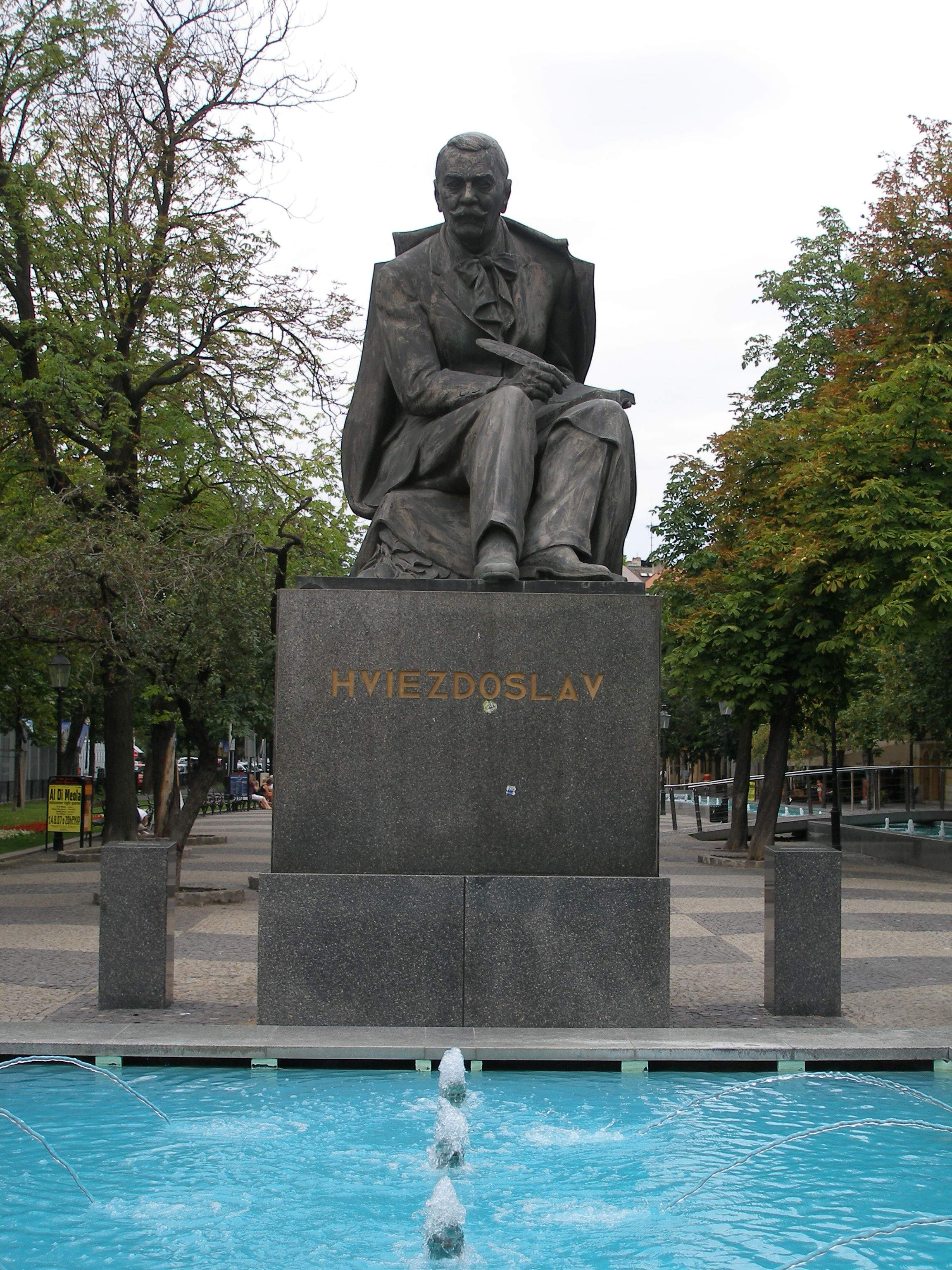

Площадь Гвездослава (словац. Hviezdoslavovo námestie) — одна из старейших и наиболее известных площадей в историческом центре Братиславы. Также известна как Площадь-Променад. Она расположена в районе Старый город, между мостом SNP и Словацким национальным театром.
На протяжении своей истории площадь неоднократно меняла название:
- с конца XVIII века по 1840 год — *Promenadeplatz* (Променад);
- с 1840 по 1852 год — *Theaterplatz* (Театральная площадь);
- с 1852 по 1861 год — *Radetzkyplatz* (Площадь Радецкого);
- с 1861 по 1899 год — *Sétatér* (на венгерском — Площадь-Променад);
- с 1899 по 1920 год — *Kossuth Lajos-Platz / Kossuth Lajos-tér* (в честь Лайоша Кошута);
- с 1920 по 1930 год — *Palackého sady* (Сады Палацкого).

## История

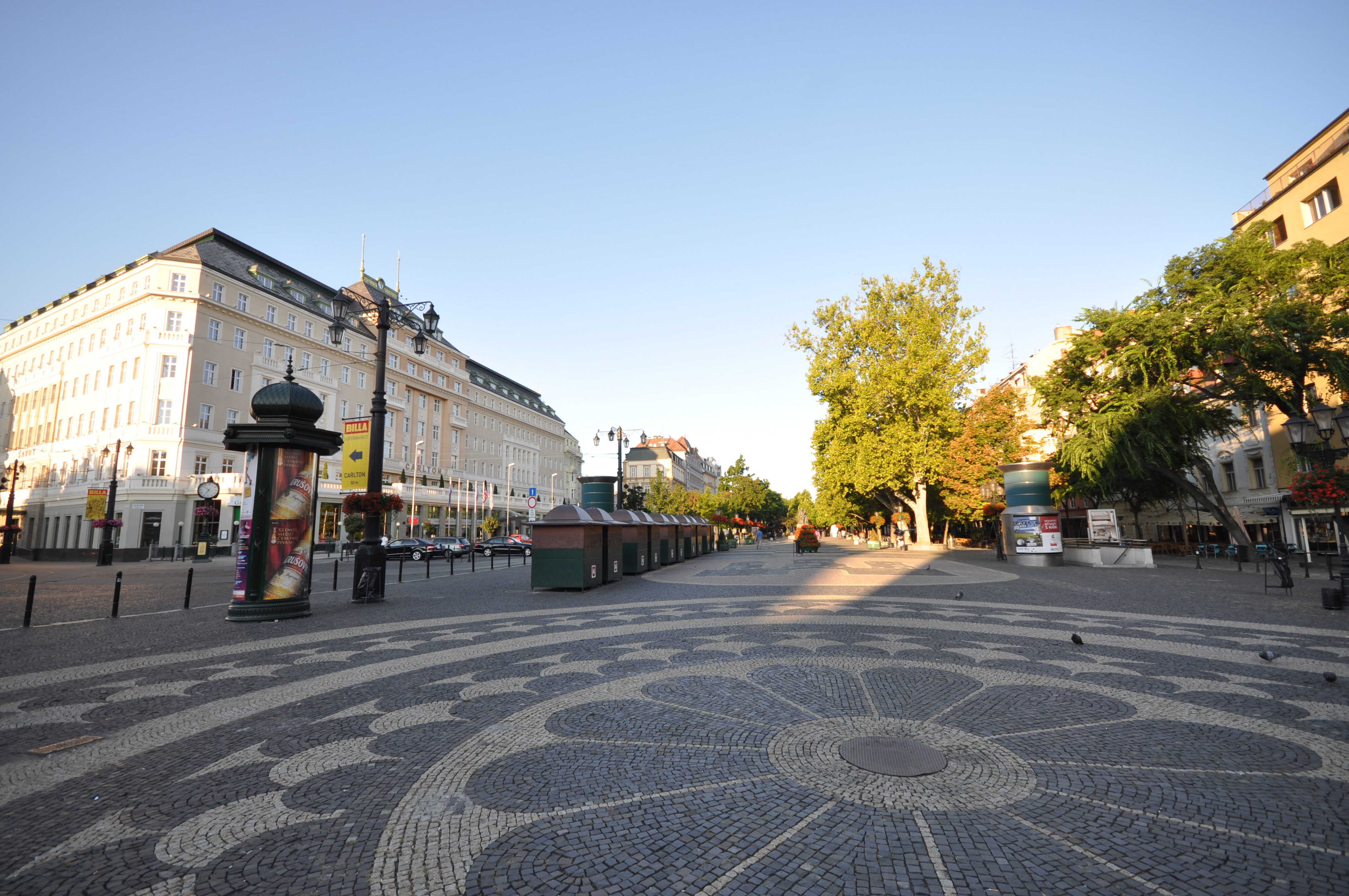

Площадь возникла в 1784 году после разрушения старых городских стен и засыпки рвов с водой. В средние века здесь было построено немало зданий. В северной части площади располагались дома Кёсеги, Эстерхази, Заборских, Пальфи, Малатинских, Вернеров, Шулковских, в южной - дома Шпинегера, Гервая, Палудяя, Козича, Виганда, Адлера, Шпринзла, Поллака. В восточной части площади находился Монастырь пресвятой Богородицы, куда направляли своих дочерей на учёбу самые именитые дворяне: Пальфи, Форгах, Харрах, Лихтенштейн. 17 марта 1848 года, после подписания накануне в Примациальном дворце австрийским императором Фердинандом Мартовских законов, с балкона гостиницы "Зёльдфа" венгерский национальный лидер Лайош Кошут провозгласил возрождение Венгрии. В гостинице останавливались император Франц-Иосиф, учёные Альберт Эйнштейн и Альфред Нобель. Сейчас на месте той гостиницы стоит другая, Рэдиссон Блю Карлтон.
В 1911 году напротив здания Словацкого национального театра появилась скульптура венгерского поэта и революционера первой половины XIX века Шандора Петёфи, которая была взорвана, когда в 1918 году чехословацкая армия заняла город. В конце XX века площадь подверглась существенной реконструкции, и её облик значительно изменился. До реконструкции площадь напоминала небольшой городской парк с  достаточным количеством зелени, теперь же она скорее похожа на место городских гуляний. 24 февраля 2005 года на Площади Гвездослава состоялось публичное выступление президента США Джорджа Буша во время его посещения Братиславы для участия во встрече с президентом России Владимиром Владимировичем Путиным.

## Внешний вид площади
Площадь представляет собой пешеходную зону с большим количеством кафе и зелени. В центральной части расположен подиум для проведения культурных мероприятий, по центральной оси площади проходят два продольных фонтана. Недалеко от здания Словацкого национального театра располагается памятник Паволу Орсагу Гвездославу. На площади также находится несколько статуй меньших размеров, в том числе статуя Ханса Кристиана Андерсена.

## Значимые объекты площади
На площади находится несколько важных зданий и объектов. Самой значительной постройкой может по праву считаться историческое здание дома оперы Словацкого национального театра, ограничивающее площадь с восточной стороны. Справа от театра находится отреставрированный, имеющий историческое значение, гостиничный комплекс Рэдиссон САС Карлтон. На южной стороне площади расположены посольства Соединенных Штатов Америки и Федеративной Республики Германии, на северной - большое количество ресторанов и баров.
На западной оконечности площади у подъездных путей моста СНП, на месте бывшей Рыбной площади, расположена Чумная колонна, возведённая в начале XVIII века. 
Площади Гвездослава есть также в словацких городах Наместово и Нове-Замки.

## Галерея

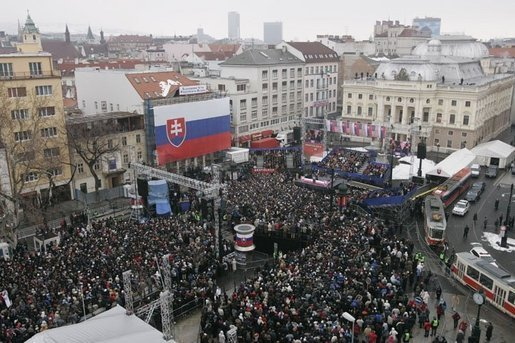
Приветствие президента США Буша, 2005 год
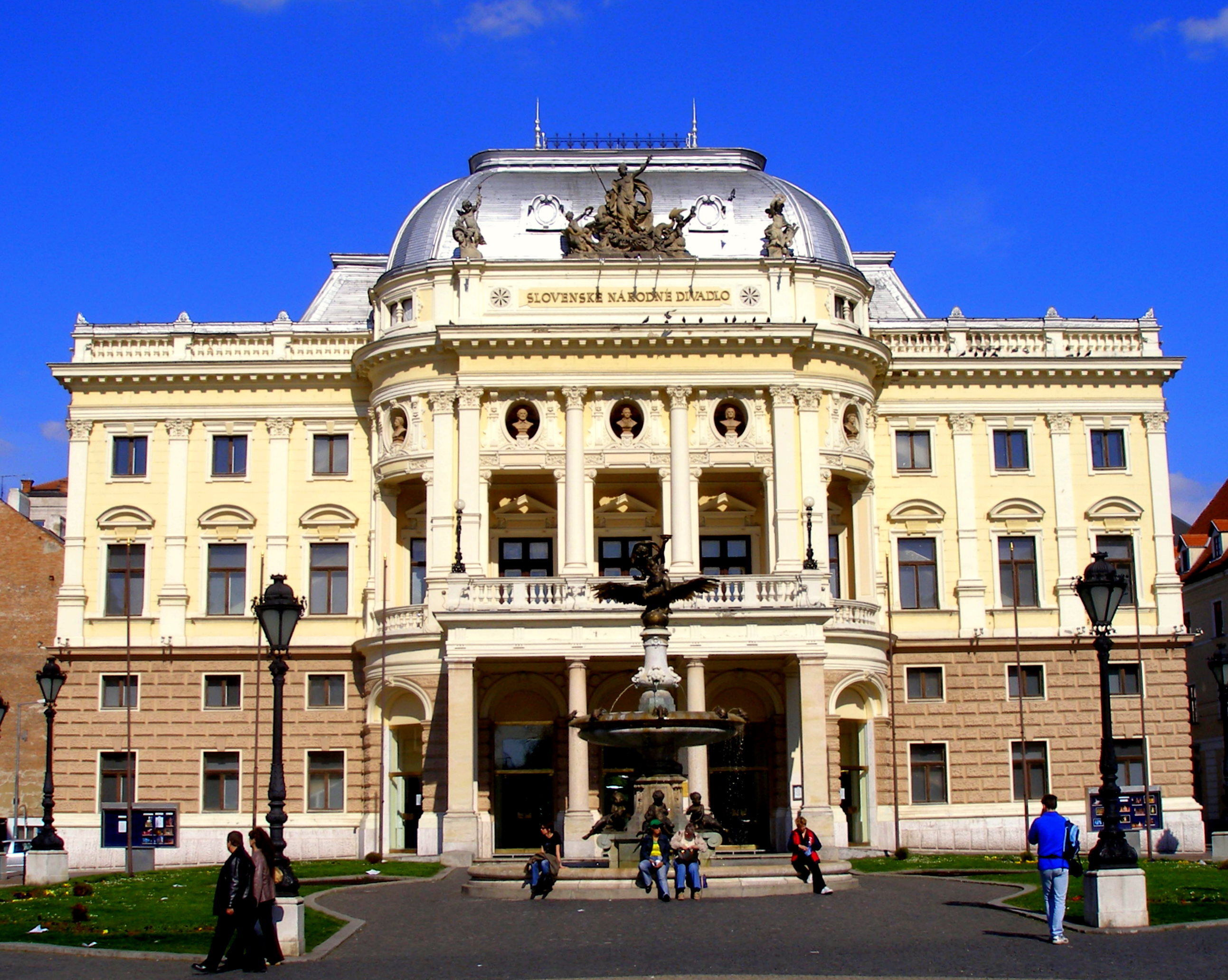
Здание оперы Словацкого народного театра
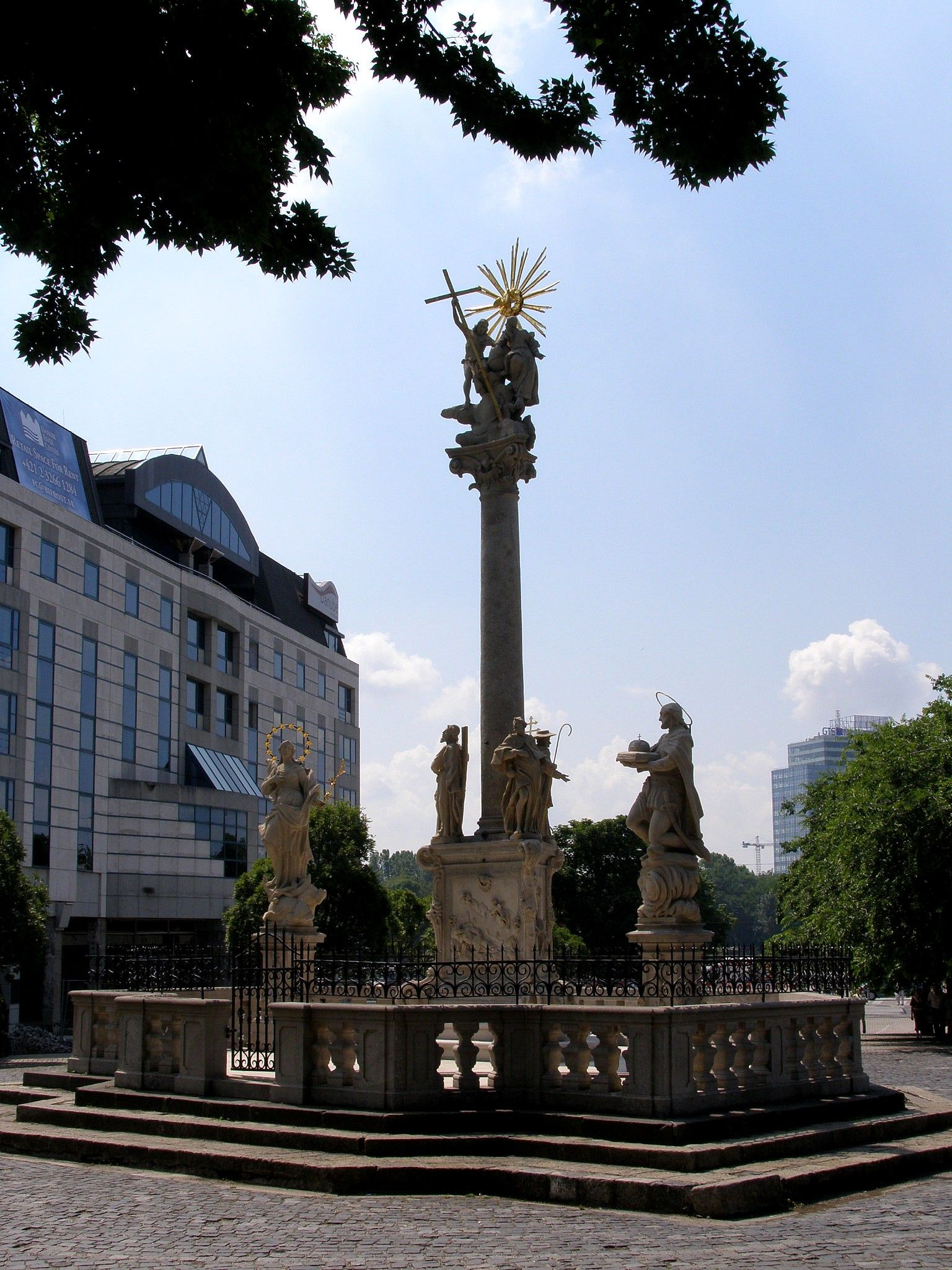
Чумной столп на Рыбной площади